# Луций Антисций Регин
Луций Антисций Регин (на латински: Lucius Antistius Reginus) е политик на Римската република през края на 2 век пр.н.е. Произлиза от фамилията Антисции, клон Регин.
През 103 пр.н.е. той е народен трибун заедно с Луций Апулей Сатурнин, Тит Дидий, Гай Норбан, Луций Аврелий Кота и Марк Бебий Тамфил. Консули тази година са Луций Аврелий Орест и Гай Марий.